# Överums bruk (station)
Överums bruk är en järnvägshållplats på Tjustbanan som ligger centralt i Överum vid Överums Bruk AB. Hållplatsen öppnades 1991 för passagerartrafik och 1996 tog den över all passagerartrafik i Överum när den gamla stationen, belägen omkring 1 km söderut, stängdes för passagerartrafik.